# Charles-Louis Roux-Meulien
Pour les articles homonymes, voir Roux (patronyme).
Charles-Louis Roux-Meulien, né le 21 mai 1842 à Lyon et mort le 25 août 1918 à Lyon 2e, est un architecte français.

## Biographie
Fils d'un courtier en soie, Charles-Louis Roux-Meulien étudie l’architecture à l'école des beaux-arts de Lyon.
Charles Roux commence sa carrière aux côtés d'Antonin Louvier. Il participe notamment au chantier de l'hôpital psychiatrique du Vinatier.
Il crée son cabinet d'architecture en 1876 à son nom et celui de sa femme, Meulien. S'il est à l'origine d'écoles, d'ateliers et d'usines notamment dans le Beaujolais, Charles Roux-Meulien restaurera et modernisera de nombreuses demeures du XIXe siècle pour les bourgeois et industriels de l'Ouest lyonnais, notamment à Dardilly et à Écully. 
Au début du XXe siècle, il réalise pour la Société Lyonnaise des Forces Motrices du Rhône (SLFMR) des ouvrages annexes au barrage de Cusset, notamment l'usine thermique en 1906 et le célibatorium, bâtiment où logeaient les apprentis de la centrale EDF, en 1911.

## Réalisations
Il réalise les travaux d'architecture suivants :
- écoles de Cublize, Jullié, Saint-Laurent-d'Oingt, Létra, Amplepuis, Saint-Éloi ;
- restauration de l’église de Longessaigne en 1877 ;
- église de Saint-Vérand en 1884 ;
- fontaine Thévenin à Chalon-sur-Saône en 1879 ;
- restauration du château de Germoles en 1881 ;
- château de la Ronceraye à Anneyron en 1893 pour la famille Baboin;
- château du Crêt à Amplepuis de 1891 à 1895 ;
- château de Chassagne à Cran de 1892 à 1894 pour la famille Baboin;
- restauration du château de Malrocher à Écully pour la famille Baboin (aujourd'hui disparu) ;
- restauration du château de Charrière Blanche à Écully pour la famille Bellon ;
- restauration du château de la Servette de 1894 à 1895 ;
- restauration du chateau des Marronniers à Écully pour la famille Jaubert ;
- restauration de l’église de Longessaigne en 1877 ;
- restauration du château du Tourvéon en 1897.

## Distinctions
Il est membre de la société académique d'architecture de Lyon le 3 juillet 1873.